# Circe scripta
Circe scripta là một loài động vật thân mềm hai mảnh vỏ trong họ Ngao. Chúng được Linnaeus mô tả lần đầu năm 1758. Tại Việt Nam, loài này còn được gọi với tên thông dụng là xút hoặc thiếp.